# قبض قهري
القبض القهري هو نوع من أنواع الالأوامر القضائية ضد أحد المتهمين أو المشتبة بهم، ويصدر في حال الامتناع عن المثول أمام المحكمة للاستجواب أو الإدلاء بالشهادة. هذا المصطلح شائع جداً في القانون اليمني.
ويصدر الأمر من قبل المحاكم أو من قبل النائب العام.